# Pareklisia
Pareklisia (gr. Παρεκκλησιά) – wieś w Republice Cypryjskiej, w dystrykcie Limassol. W 2011 roku liczyła 2738 mieszkańców.